# Aleksandra Owca
Aleksandra Katarzyna Owca (ur. 25 czerwca 1992 w Krakowie) – polska polityczka i samorządowczyni. Radna Rady Miasta Krakowa IX kadencji, od 3 grudnia 2024 współprzewodnicząca Partii Razem.

## Życiorys
Ukończyła V Liceum Ogólnokształcące im. Augusta Witkowskiego w Krakowie oraz studia prawnicze na Uniwersytecie Jagiellońskim. W 2016 reprezentowała samorząd aplikantów podczas XII Krajowego Zjazdu Adwokatury w Krakowie. Wykonuje zawód radczyni prawnej. W lipcu 2020 wstąpiła do Lewicy Razem, gdzie została bliską współpracowniczką krakowskiej posłanki Darii Gosek-Popiołek. Pracowała dla czeskiej Fundacji Frank Bold.
W wyborach w 2023 bez powodzenia startowała do Sejmu z 5. miejsca na liście Lewicy w okręgu krakowskim. Organizowała także kampanię wyborczą Darii Gosek-Popiołek. W 2024 otwierała listę KWW Łukasza Gibały „Kraków dla Mieszkańców” w okręgu nr 2 i uzyskała mandat radnej Rady Miasta Krakowa, objęła funkcję wiceprzewodniczącej klubu Kraków dla Mieszkańców. Zasiadła w komisjach: Kultury i Ochrony Zabytków, Mienia i Mieszkalnictwa (jako wiceprzewodnicząca), Zdrowia i Uzdrowiskowej, Polityki Społecznej i Senioralnej, Dyscyplinarnej, Planowania Przestrzennego oraz Inwentaryzacyjnej. Była również członkinią Komisji Praworządności, ale została odwołana z jej składu.
W sierpniu 2024 po przegranej przez dyrektor Muzeum Sztuki Współczesnej w Krakowie Marię Annę Potocką sprawie o mobbing zawnioskowała do prezydenta Krakowa Aleksandra Miszalskiego o przeprowadzenie w placówce kontroli, która zakończyła się odwołaniem Potockiej.
Na przełomie listopada i grudnia 2024 została (wraz z Adrianem Zandbergiem) wybrana na współprzewodniczącą Partii Razem (wcześniejszej Lewicy Razem).
W II turze wyborów prezydenckich w 2025 nie poparła żadnego z kandydatów.

## Poglądy
Deklaruje poglądy prospołeczne. Kandydując do rady miasta pod szyldem walki z „partyjniactwem”, Owca zapowiedziała niepodejmowanie pracy w spółkach miejskich podczas sprawowania funkcji. Krytykowała łączenie stanowisk publicznych i prywatnych zarówno przez samorządowców, jak i lekarzy. Jest zwolenniczką świeckiego państwa, upomina się o prawa osób LGBT, popiera inicjatywę Zielony Kraków (wysuniętą przez Kraków dla Mieszkańców), działa na rzecz ochrony środowiska i praw zwierząt. Opowiada się za rozwojem budownictwa społecznego i wprowadzeniem podatku antyspekulacyjnego od trzeciego mieszkania. W wystąpieniu ze stycznia 2024 obciążyła „populistyczne programy rządzących i chciwość banków” odpowiedzialnością za utrzymujący się wzrost cen na rynku mieszkaniowym w Krakowie, krytykując rządowy program „Mieszkanie na start” połączony z nieoprocentowanym kredytem. W maju tego roku apelowała wraz z partyjną koleżanką Dorotą Kolarską o wzmocnienie tzw. bezpieczeństwa lekowego Polski poprzez inwestycje w wytwarzanie farmaceutyków z Krajowego Planu Odbudowy.

## Życie prywatne
Jest córką Grzegorza, krakowskiego agenta celnego i przedsiębiorcy winiarskiego. Deklaruje się jako osoba biseksualna.

## Wyniki wyborcze
| Wybory | Komitet wyborczy | Komitet wyborczy                            | Organ                           | Okręg | Wynik        |
| ------ | ---------------- | ------------------------------------------- | ------------------------------- | ----- | ------------ |
| 2023   |                  | Nowa Lewica                                 | Sejm X kadencji                 | nr 13 | 5595 (0,74%) |
| 2024   |                  | KWW Łukasza Gibały „Kraków dla Mieszkańców” | Rada Miasta Krakowa IX kadencji | nr 2  | 3630 (8,16%) |